# Garelli 125 XR/XRD Tiger
Die Garelli 125 XR/XRD Tiger war ein Enduro-Motorrad des italienischen Herstellers Garelli, das zwischen 1983 und 1985 produziert wurde. Sie wurde als sportliches Geländemotorrad entworfen und war der direkte Nachfolger der Garelli Tiger 125 XLE.
Mit einem wassergekühlten Einzylinder-Zweitaktmotor mit 125 cm³ Hubraum leistete die XR/XRD Tiger 19,85 PS (14,6 kW) bei 9500/min. Die Kraft wurde über ein 6-Gang-Getriebe und Kette übertragen. Vorn hatte die 125 XR eine Scheibenbremse mit einem Scheibendurchmesser von 250 mm, hinten eine Trommelbremse mit 125 mm Durchmesser.
Mit einem Trockengewicht von 100 kg und einer Sitzhöhe von 830 mm war die XR/XRD Tiger sowohl für den Geländeeinsatz als auch für den Straßengebrauch geeignet. Die Höchstgeschwindigkeit betrug 130 km/h.

## Technische Daten
| Merkmal               | Wert                                  |
| --------------------- | ------------------------------------- |
| Motor                 | Einzylinder-Zweitakt, wassergekühlt   |
| Hubraum               | 125 cm³                               |
| Leistung              | 19,85 PS (14,6 kW) bei 9500/min       |
| Höchstgeschwindigkeit | 130 km/h                              |
| Getriebe              | 6-Gang                                |
| Antrieb               | Kette                                 |
| Bremsen vorne         | Scheibenbremse Ø 250 mm               |
| Bremsen hinten        | Trommelbremse Ø 125 mm                |
| Radstand              | 1380 mm                               |
| Länge                 | 2145 mm                               |
| Breite                | 840 mm                                |
| Höhe                  | 1420 mm                               |
| Sitzhöhe              | 830 mm                                |
| Leergewicht           | 100 kg (trocken); 130 kg (fahrbereit) |
| Tankinhalt            | 15 Liter                              |